# Басино (Вологодская область)
Басино — деревня в Грязовецком районе Вологодской области.
Входит в состав Юровского муниципального образования, с точки зрения административно-территориального деления — в Минькинский сельсовет.
Расстояние до районного центра Грязовца по автодороге — 41 км, до центра муниципального образования Юрово по прямой — 11 км. Ближайшие населённые пункты — Пищалино, Феклица, Вайдаш.
По данным переписи в 2002 году постоянного населения не было.